# トランスワールドスポーツ
トランスワールドスポーツ（Trans World Sport）は、IMGの番組制作部門・TWI / IMG Mediaが制作するスポーツ情報番組。

## 概要
1987年5月に放送開始。毎週人物にスポットを当てる特集や、世界のスポーツ最新情報を放送されている。主にATP・WTAテニス、サッカー、ゴルフ、モータースポーツの最新情報を伝える。2006年6月で放送1000回突破。
特集は世界中に知られた名選手をひもとく事もあれば、マイナースポーツも取り上げる。ニューヨークのホットドッグ早食い選手権も取り上げたことがある。
日本ではGAORA（毎週放送）やBS1（不定期）で放送されているが、かつてはJ SPORTSや朝日放送、東海テレビ、独立局などの地上波放送でも放送された。ただし、J SPORTSではFIFAフットボール・ムンディアル（TWI / IMG Mediaが制作するサッカー情報番組）同様、冒頭での今週の放送内容をカットして放送されていた。ナレーションは坂信一郎。
なお、J SPORTSでは30分番組としてSunset+Vine社制作のワールドスポーツ（World Sport）が放送されている。トランスワールドスポーツ同様、世界のスポーツ最新情報を放送するが、ここでは実況音声が時々流れる。ナレーションは織田優成。以前はジレット社が協賛していたが、2009年で撤退した。